# Pablo de la Guerra

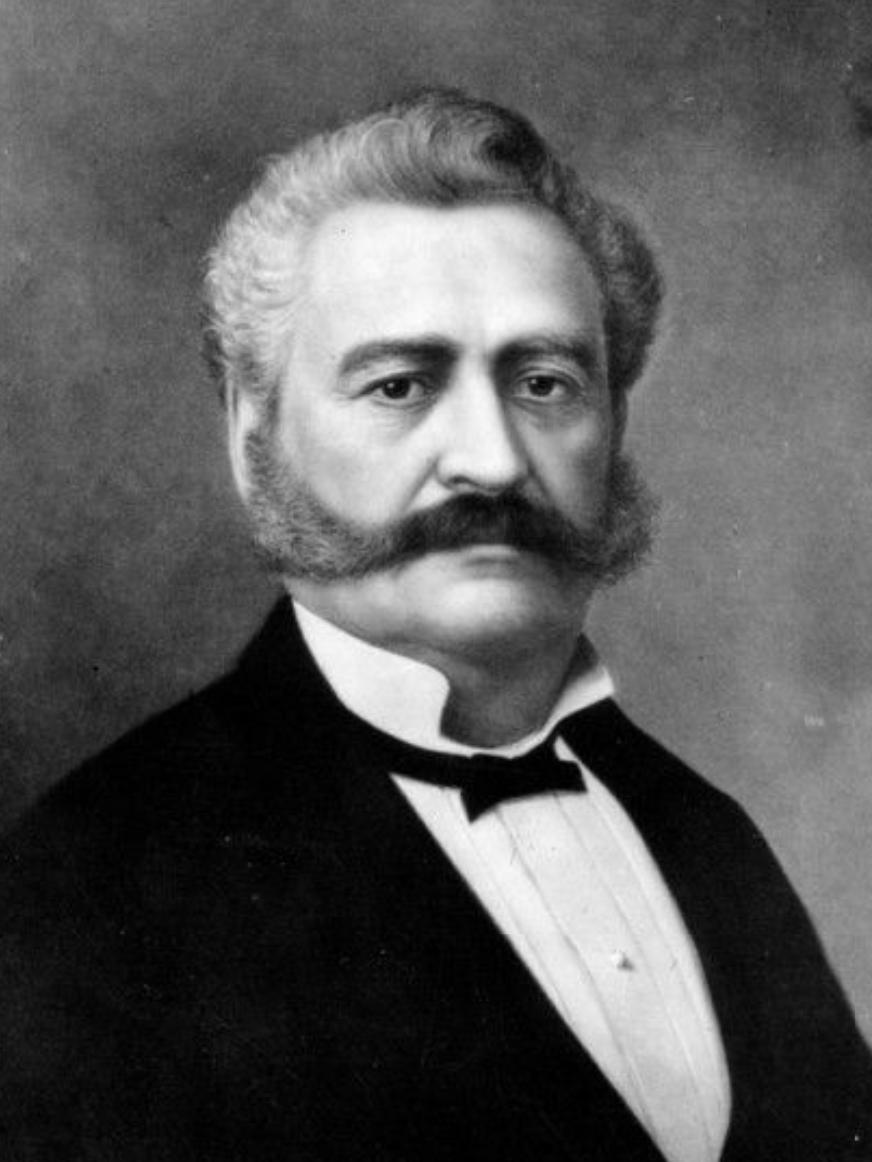
Pablo de la Guerra (ca. 1861)

Pablo de la Guerra (* 29. November 1819 in Santa Barbara, Kalifornien, Mexiko; † 5. Februar 1874 in Santa Barbara, Kalifornien) war ein US-amerikanischer Politiker. In den Jahren 1861 und 1862 war er kommissarischer Vizegouverneur des Bundesstaates Kalifornien.

## Werdegang
Pablo de la Guerra besuchte eine katholische Schule in Monterey. Danach schlug er eine politische Laufbahn ein. 1838 begann er für die lokale mexikanische Zollverwaltung in Monterey zu arbeiten. Im Jahr 1849 war er Mitglied der verfassungsgebenden Versammlung des künftigen US-Bundesstaates Kalifornien. Zwischen 1851 und 1861 gehörte er dem Senat von Kalifornien an, dessen President Pro Tempore er im Jahr 1861 wurde.
Da das Amt des Vizegouverneurs seit dem Rücktritt von Gouverneurs Milton Latham und dem Aufrücken des damaligen Vizegouverneurs John G. Downey zum Gouverneur vom jeweiligen Senatspräsidenten ausgeübt wurde, fiel es nun Pablo de la Guerra zu, der es bis 1862 kommissarisch ausübte. Dabei war er Stellvertreter des Gouverneurs und offizieller Vorsitzender des Staatssenats. Als kommissarischer Vizegouverneur löste er Isaac N. Quinn ab. Nach dem Ende seiner Zeit als Vizegouverneur war er von 1863 bis 1873 als Bezirksrichter vom 17. Gerichtsbezirk von Kalifornien tätig. Er starb am 5. Februar 1874 in seiner Heimatstadt Santa Barbara.